# Hagavik
Hagavik er en by i Os kommune i Vestland fylke i Norge. Byen har 1.977 indbyggere (2012). Byen ligger vest for Osøyro på den sydlige del af Bergenshalvøen. Kysthospitalet i Hagevik, der er specialhospital indenfor ortopædisk kirurgi, ligger her.